# Namsskogan
Namsskogan (sydsamiska: Laakesvuemie) är den enda tätorten i Namsskogans kommun i Trøndelag fylke i mellersta Norge. Orten ligger vid Europaväg 6, Nordlandsbanan och älven Namsen. Den utgör kommunens centralort.